# Adolf Ignaz Mautner von Markhof

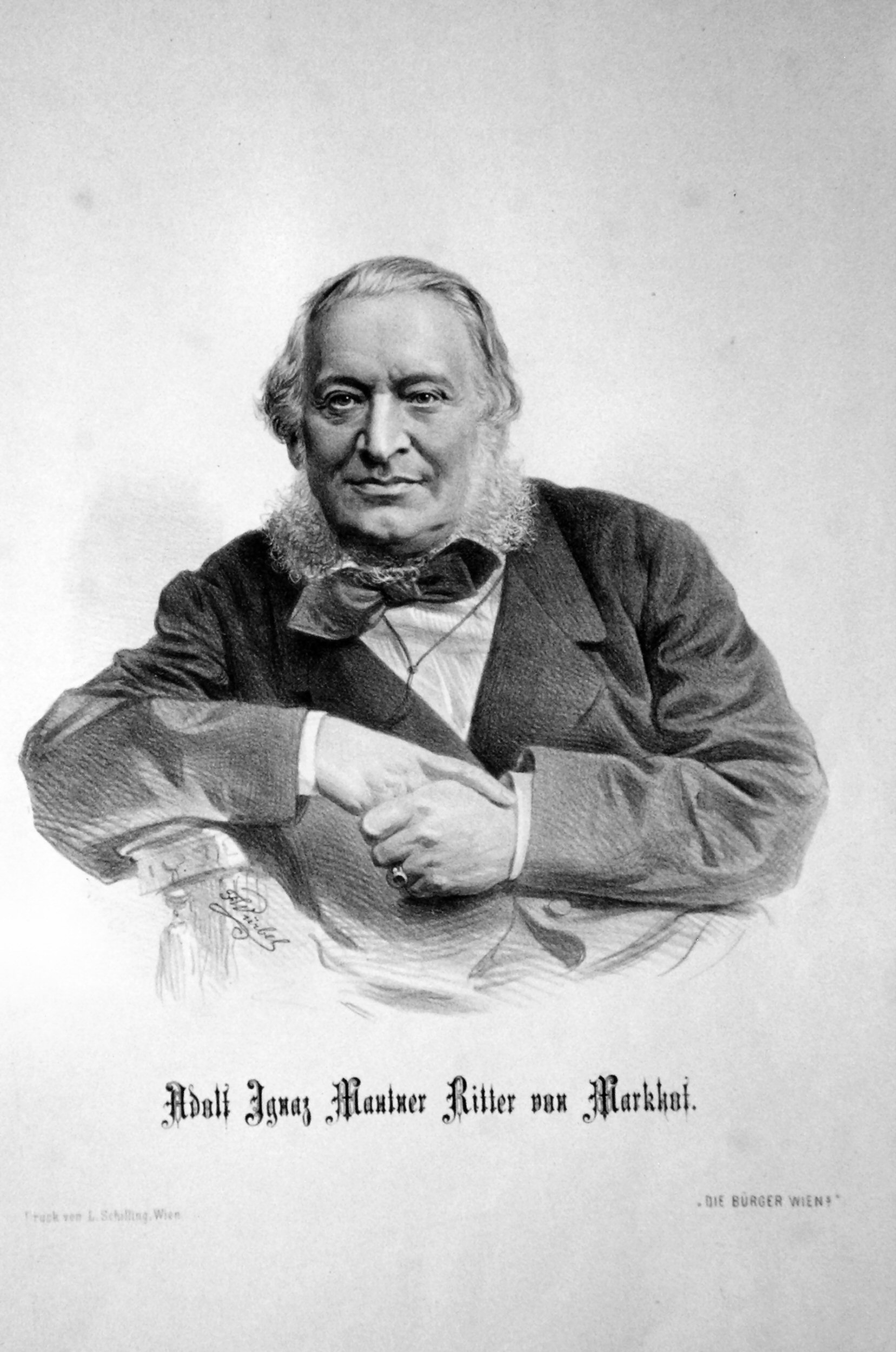
Adolf Ignaz Ritter Mautner von Markhof

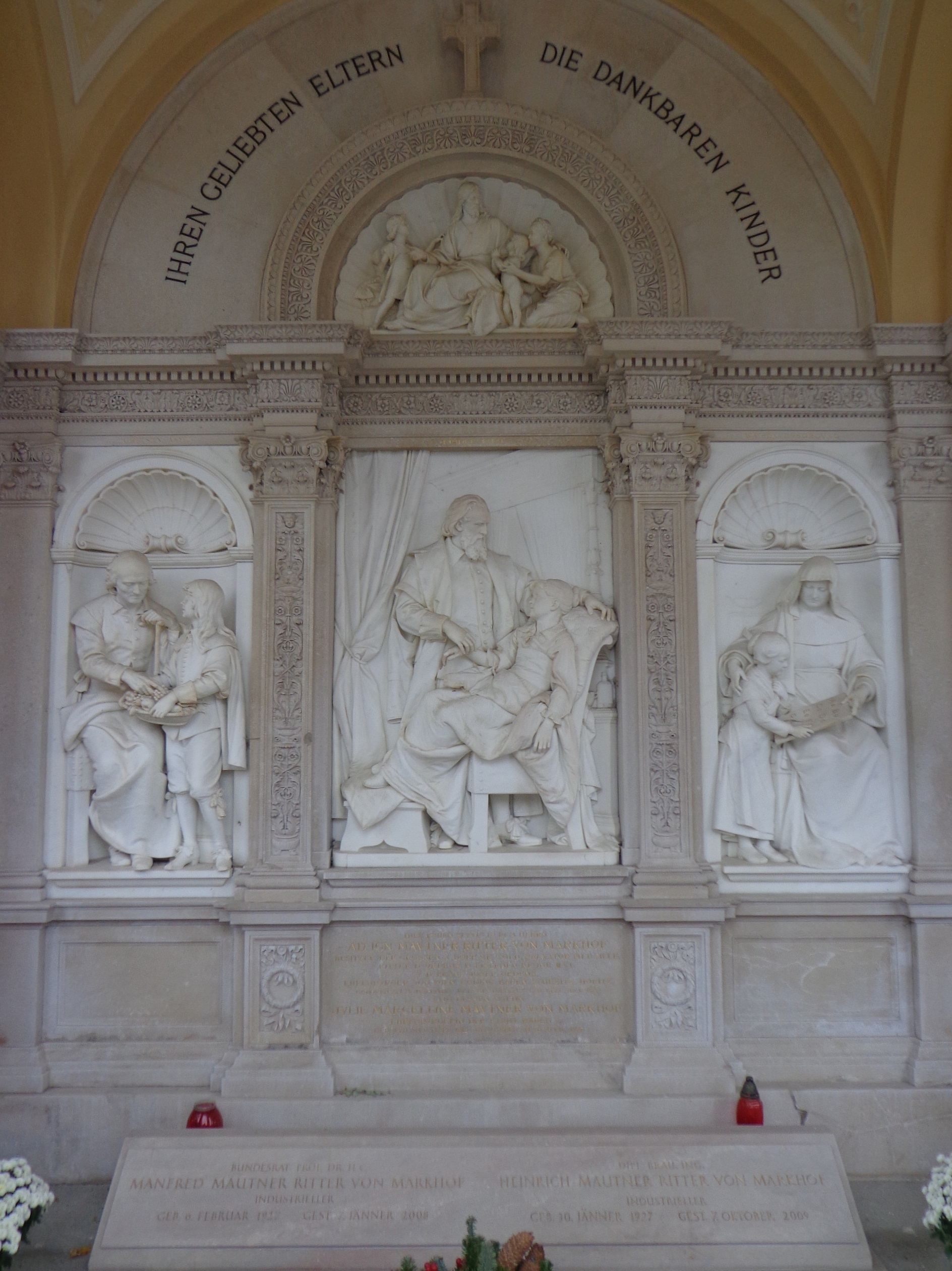
Familiengruft von Adolf Ignaz Mautner von Markhof und seiner Familie auf dem Wiener Zentralfriedhof.

Adolf Ignaz Mautner (* 26. Dezember 1801 in Smirschitz, Böhmen als Abraham Mautner; † 24. Dezember 1889 in Wien), 1872 nobilitiert als Ritter Mautner von Markhof, war ein österreichischer Industrieller. Die Unternehmerdynastie Mautner Markhof, die Mautner Markhof AG und die Mautner Markhof Feinkost gehen auf ihn zurück.

## Leben
Der aus Böhmen stammende Adolf Ignaz Mautner trat ab 1840 als Pächter des Brauhauses St. Marx auf, das er 1857 kaufte. 1843 stellte der technisch innovative Brauereifachmann erstmals untergäriges Bier her und lagerte es mit Hilfe neuer Kühlvorrichtungen („Abzugbier“). Mit seinen Schwiegersöhnen Julius und Johann Peter von Reininghaus produzierte er 1847 erstmals Presshefe, wofür er einen von der Wiener Bäckerinnung ausgesetzten Preis gewann.
Der dem Judentum entstammende Adolf Ignaz Mautner hatte mit seiner Frau Julie Marceline zehn Kinder. 1846 fasste der noch zu diesem Zeitpunkt mit Vorname Abraham (nach Christian M. Springer et al., 2016: Abraham Isaak) heißende Mautner den Entschluss, sich, seine Frau und seine damals neun Kinder (die jüngste Tochter war noch nicht geboren) katholisch taufen zu lassen. Der Übertritt zum christlichen Glauben erfolgte nach Aufzeichnungen von Adolf Ignaz Mautner, so Georg Mautner Markhof in seiner Familiendokumentation (1998), „weder aus persönlichem Vorteil noch im Hinblick auf die verschiedenen Drangsalierungen, denen vor allem seine Vorfahren ausgesetzt waren. Aus aufrichtiger Überzeugung tauscht er den rächenden Gott des Alten Testaments gegen den liebenden des Neuen.“ Die Taufe wurde in der Pfarre Maria Geburt am Rennweg in der damaligen Wiener Vorstadt Landstraße vollzogen, wobei die jeweils zweiten Vornamen von den Vornamen der Taufpaten übernommen wurden. Aus Abraham wurde Adolf Ignaz, sein Taufpate war der damalige Wiener Bürgermeister Ignaz Czapka. Taufpatin seiner Ehefrau, dann Julie Marceline, war eine Marceline Jolly aus Holland, der Taufpate seines ältesten Sohnes, dann Carl Ferdinand, war Ferdinand Bergmüller, damaliger Wiener Vizebürgermeister. „Zum Abschluß unternimmt die gesamte Gesellschaft eine Fahrt durch Wien. […] Das alles ist, rückblickend gesehen, von Bedeutung. Adolf Ignaz verläßt die Welt des Judentums nicht still und heimlich, sondern demonstrativ und in aller Öffentlichkeit. Nie wird er seine religiösen Wurzeln verleugnen. Ganz im Gegenteil: Jüdische Organisationen, die ihn auch nach der Taufe um Hilfe und Unterstützung bitten, erhalten stets, was sie benötigen.“
Nachdem Adolf Ignaz Mautner von Markhof die Übergabe der Geschäftsführung an seinen Sohn Carl Ferdinand vollzogen hatte, kümmerte er sich hauptsächlich um wohltätige Einrichtungen. So stiftete er gemeinsam mit seiner Frau das Kronprinz-Rudolf-Kinderspital (besser bekannt als Mautner Markhof’sches Kinderspital) in Wien Landstraße, sein Geburtshaus in Smiřice wandelte er in ein Versorgungshaus für alte mittellose Bürger und einen Kindergarten um und in Baden bei Wien errichtete er einen Kindergarten mit einer Ausspeisung für arme Schulkinder. Außerdem finanzierte er einige Waisenstiftplätze in Wien und Baden. Zudem gehörte er mit seinem Sohn Carl Ferdinand zu den Stiftern der Genossenschaft der bildenden Künstler Wiens, dem heutigen Künstlerhaus Wien.

Beigesetzt wurde Adolf Ignaz Ritter Mautner von Markhof, Urgroßvater von Manfred Mautner Markhof und Georg Mautner Markhof, in einer von Carl Kundmann gestalteten Gruft in den Alten Arkaden auf dem Wiener Zentralfriedhof.

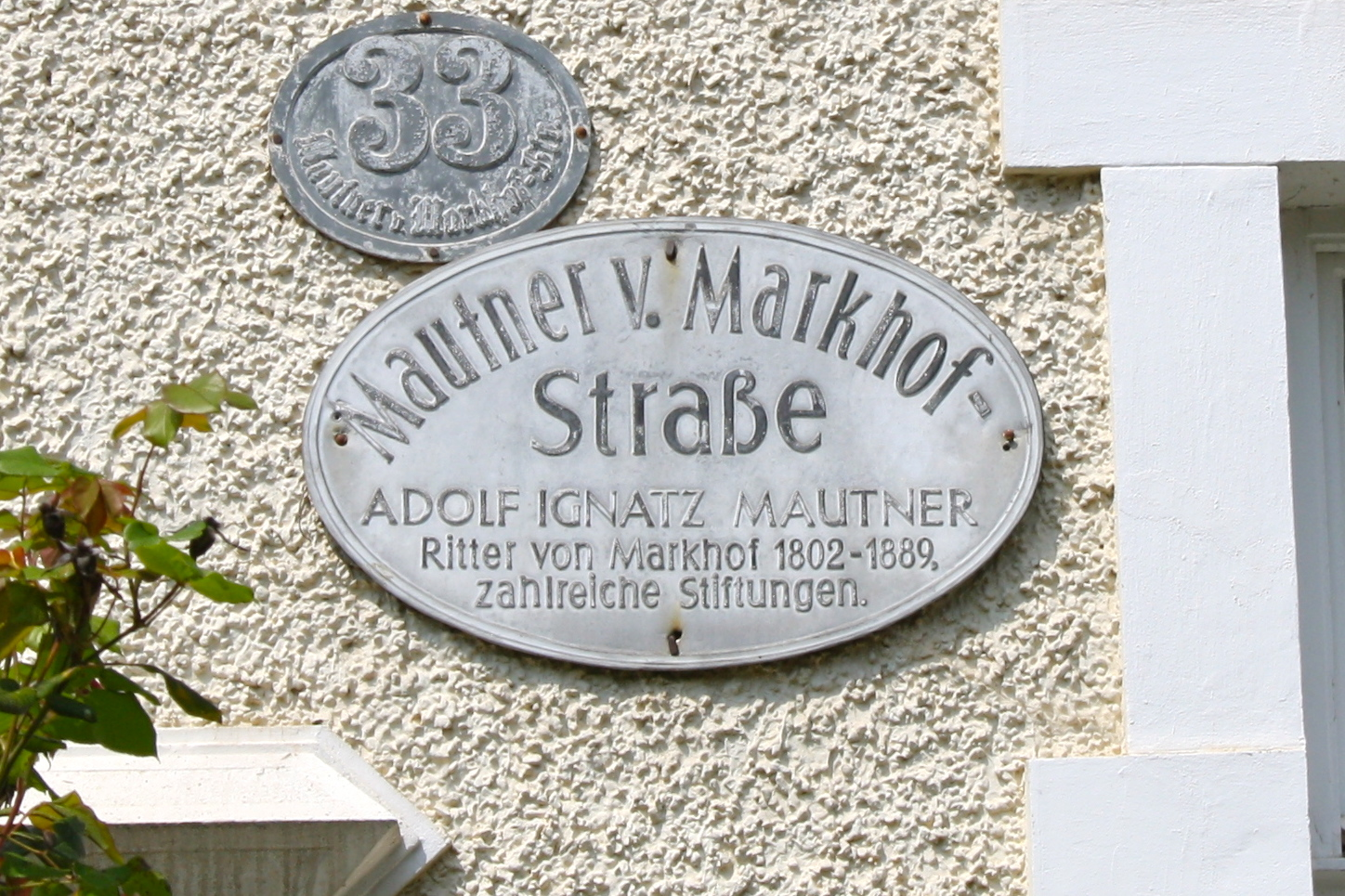
Schild der Mautner-von-Markhof-Straße in Baden

## Ehrungen und Auszeichnungen
In Wien, Baden, Bořitz und Smirschitz (beide in Böhmen) sowie Göding in Mähren war Adolf Ignaz Mautner Ehrenbürger; weitere Auszeichnungen, die ihm zuteilwurden, waren das Ritterkreuz des Franz-Joseph-Ordens und die Große Salvatormedaille. 1872 wurde er mit dem Orden der Eisernen Krone III. Klasse ausgezeichnet und aufgrund der Ordensstatuten als Ritter Mautner von Markhof in den erblichen österreichischen Ritterstand erhoben.
Im Jahr 1890 wurde im nunmehrigen 3. Wiener Gemeindebezirk, Landstraße, die Markhofgasse nach ihm benannt. In Baden trägt die Mautner-von-Markhof-Straße seinen Namen.